# Assedio di Nuceria Alfaterna
L'assedio di Nuceria Alfaterna fu un episodio della seconda guerra punica, datato all'incirca nel settembre del 216 a.C., durante il quale parte dell'esercito cartaginese di Annibale assediò, conquistò e distrusse la città campana di Nuceria Alfaterna alleata dei Romani.

## Contesto storico
Dopo la schiacciante vittoria a Canne (216 a.C.), Annibale raggiunse i primi importanti risultati politico-strategici. Alcuni centri cominciarono a abbandonare i Romani, come Campani, Atellani, Calatini, parte dell'Apulia, i Sanniti (ad esclusione dei Pentri), tutti i Bruzi, i Lucani, gli Uzentini e quasi tutto il litorale greco, i Tarentini, quelli di Metaponto, di Crotone, di Locri e tutti i Galli cisalpini, e poi Compsa, insieme agli Irpini. Non si arrese invece Neapolis, rimasta fedele a Roma.
Il comandante cartaginese inviò a sud nel Bruzio il fratello Magone con una parte delle sue forze, per accogliere la resa di quelle città che abbandonavano i Romani e costringere con la forza quelle che si rifiutavano di farlo. Annibale, invece, con il grosso dell'esercito, si diresse in Campania dove riuscì ad ottenere dopo una serie di trattative la defezione di Capua che a quell'epoca era ancora, per importanza, la seconda città della penisola, dopo Roma.
Dopo aver ottenuto l'alleanza della seconda città più popolosa della penisola italica, dopo Roma, riprese le operazioni in Campania, tentando invano di sottomettere Neapolis. L'intento del generale cartaginese era si assicurarsi uno sbocco sul mare per assicurare uno sbocco sicuro alle navi che provenivano dall'Africa. Ma, venuto a sapere che Napoli era difesa dal prefetto romano Marco Giunio Silano, abbandonò l'intento di prendere la città partenopea e marciò su Nuceria.
La città di Nuceria Alfaterna era all'epoca a capo della cosiddetta ‘'Confederazione sannitica meridionale'’ o ‘'Lega Nucerina'’, uno statarello sannita che comprendendo le città di Pompei, Stabia ed Ercolano, avrebbe potuto offrire dei porti sicuri al generale cartaginese.
La città di Nuceria era legata a Roma da un trattato di alleanza stipulato nel 308 a.C. dal console Quinto Fabio Massimo Rulliano. Tale trattato, se lasciava alla città campana una totale autonomia amministrativa (dimostrata dalla circostanza che, almeno dal 280 a.C., Nuceria batteva moneta), in materia di politica estera, la legava fortemente alle decisioni maturate a Roma.
Non a caso, i Sarrastri, le ‘'genti del Sarno'’, quindi conferenti alla Lega Nucerina, avevano preso parte alla battaglia di Canne. Silio Italico, nel passare in rassegna le truppe romane prima della battaglia, ricorda gli alleati Sarrasti: "avresti visto anche le genti Sarraste e i coloni del mite Sarno" , e "Qua e là giacciono abbandonate le insegne che portarono il bellicoso Sannita e le genti Sarraste e le coorti dei Marsi.
La disfatta romana, dovette essere costata parecchio all'esercito nucerino. L'esercito della città, all'alba dell'assedio annibalico, doveva essere stato fortemente ridimensionato.

## Assedio

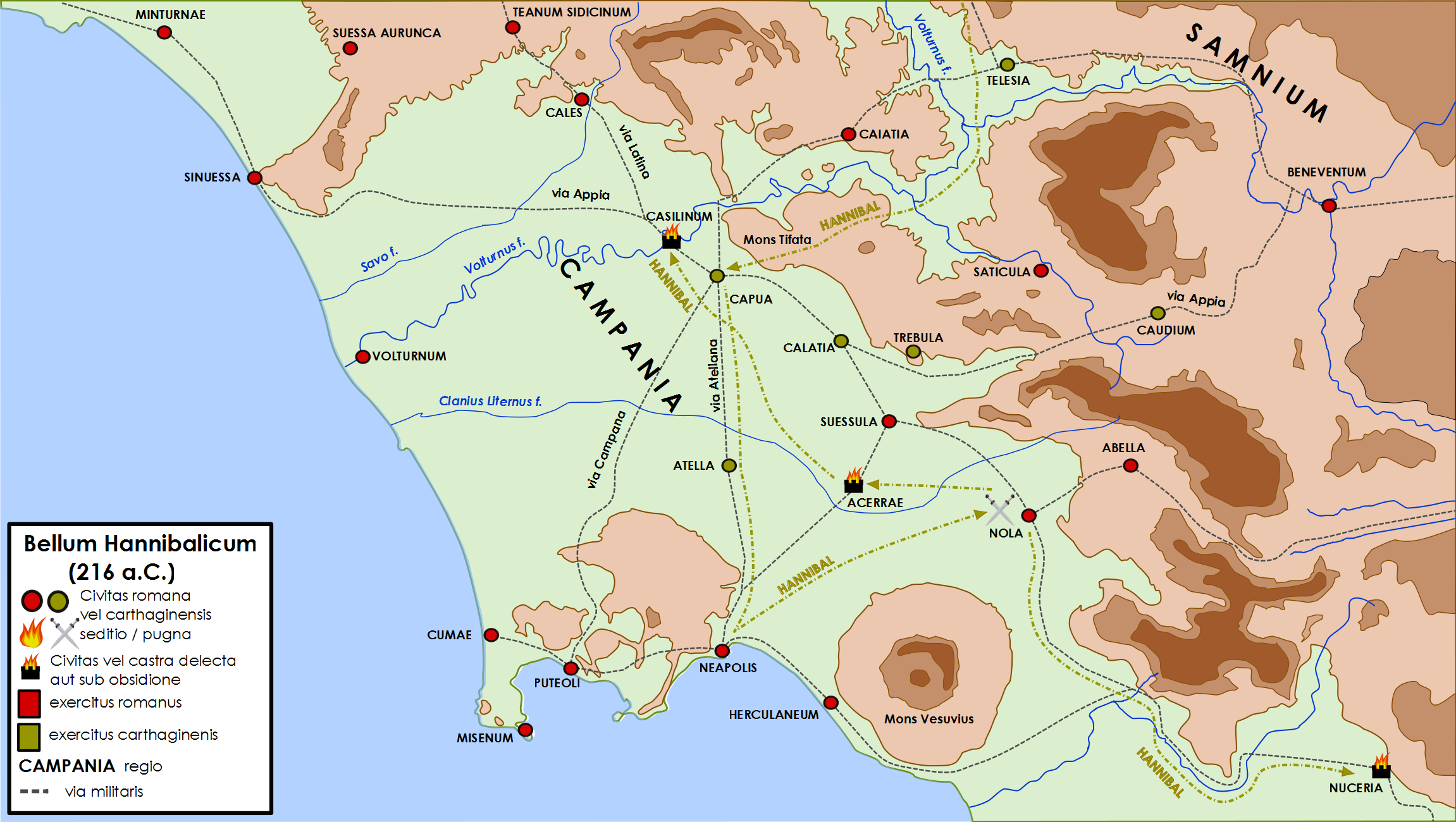
Campagna di Annibale in Campania 216 a.C. dopo la battaglia di Canne

Secondo la tradizione, Annibale raggiunse Nuceria da una diramazione di quella che sarebbe diventata la Via Capua-Regium.
Essendo la città ‘'cinta da mura inespugnabili'’, Annibale la prese per fame. Tuttavia, spronando sulle mire indipendentistiche di gran parte dei popoli italici, e forte degli ottimi risultati ottenuti a Capua, il generale tentò più volte di convincere il senato nucerino a passare dalla sua parte.
Per sopperire alla mancanza di cibo, i nucerini allontanarono dalla città quelli che per età erano inabili alle armi. Annibale, non solo costrinse costoro a tornare all'interno delle mura,  ma favorì coloro che dalle campagne cercavano scampo in città. Aumentando la popolazione all'interno delle mura, il generale intendeva provocare un sovraffollamento di Nuceria, velocizzando l'esaurimento delle scorte alimentari.

## La resa della città
Venendo meno ogni speranza di aiuto romano, i nucerini furono costretti a trattare la resa della città.
Sui termini della resa e sugli avvenimenti che seguirono, c'è discordanza tra le fonti.
Annibale garantì ai nucerini l'incolumità a patto che lasciassero la città portando con loro una (o due) vesti a persona. Il generale cartaginese avrebbe messo a ferro e fuoco la città, appropriandosi dei beni dei suoi abitanti come bottino di guerra.
Le divergenze maggiori, riguardano quello che accadde dopo.
Livio narra che i senatori nucerini chiesero ospitalità a Capua ma, vistisi respingere la richiesta, dovettero ripiegare su Cuma. Probabilmente i capuani, passati con Annibale, ebbero paura di ospitare i nucerini perché rimasti fedeli a Roma. I cittadini, invece, si rifugiarono in diverse città della Campania, soprattutto Nola e Napoli.
Le altre fonti (soprattutto Dione Cassio  e Zonara) raccontano che Annibale non mantenne i suoi patti e avrebbe fatto uccidere i senatori nelle terme e, attaccando i fuggiaschi che abbandonavano la città. Secondo Valerio Massimo, Annibale trucidò nei bagni tutti i cittadini.
Terminata la distruzione di Nuceria, Annibale si diresse a Nola.

## La ricostruzione della città
Appiano e Livio  raccontano che, dopo la presa di Capua (211 a.C.) il senato romano decretò che, in attesa della ricostruzione della città, ai nucerini fu concesso di riparare in Atella.